# ポンニャ
ポンニャ（英語: Ponnya、ビルマ語: ဦးပုည、1812年 - 1867年）とは、ビルマの文人である。コンバウン王朝の時代において最も著名な劇作家の1人である。優雅な機智と言葉の明快さから、ビルマの最も偉大な作家の一人であると考えられている。敬称である「ウー」を加えたウー・ポンニャ（英語: U Ponnya）や、日本では出生地である「サレー」も含めてサレー・ウー・ポンニャとも呼ばれることもある。幼名はマウン・ポウッシー。

## 生涯
ポンニャは1812年に現在マグウェ地方域に属するサレーの町の首長として有名であった一家に生まれ、アマラプラの修道学校で学んだ。
その後、出家と還俗を繰り返しながら宮廷に仕えた。このとき、特に訓話を作る宮廷劇作家として知られていた。また、ポンニャは当時王であったミンドン・ミンに宮廷詩人の一人として仕えた。1850年代にはカナウン・ミンタ王子の教育に加わったことで名声を獲得し、その文才で知られるようになった。
1867年には宮廷内で謀反が発生し、連座として処刑された。

## 功績
ポンニャは、主にジャータカを基にした戯曲を生涯で合計7つ執筆した他、詩歌や30作以上にも及ぶ仏教の散文詩、医学や天文学分野における論文も執筆した。また、15世紀のビルマ文学ジャンルの一つであったミッターザー（မေတ္တာစာ）を復活させた。